# 1,3-b-galaktozil-N-acetilheksozamin fosforilaza
1,3-b-galaktozil--acetilheksozamin fosforilaza (EC 2.4.1.211, lakto-N-biozna fosforilaza, LNBP, galakto-N-biozna fosforilaza) je enzim sa sistematskim imenom beta-D-galaktopiranozil-(1->3)--acetil-D-heksozamin:fosfat galaktoziltransferaza. Ovaj enzim katalizuje sledeću hemijsku reakciju
beta--galaktopiranozil-(1->3)--acetil--glukozamin + fosfat {\displaystyle \rightleftharpoons } alfa-D-galaktopiranoza 1-fosfat + N-acetil--glukozamin
Ova reakcija se takođe odvija sa beta-D-galaktopiranozil-(1->3)--acetil--galaktozaminom kao supstratom, pri čemu se formira N-acetil--galaktozamin kao produkt.

## Literatura
- Nicholas C. Price; Lewis Stevens (1999). Fundamentals of Enzymology: The Cell and Molecular Biology of Catalytic Proteins (Third изд.). USA: Oxford University Press. ISBN 019850229X.
- Eric J. Toone (2006). Advances in Enzymology and Related Areas of Molecular Biology, Protein Evolution (Volume 75 изд.). Wiley-Interscience. ISBN 0471205036.
- Branden C; Tooze J. Introduction to Protein Structure. New York, NY: Garland Publishing. ISBN 0-8153-2305-0.
- Irwin H. Segel. Enzyme Kinetics: Behavior and Analysis of Rapid Equilibrium and Steady-State Enzyme Systems (Book 44 изд.). Wiley Classics Library. ISBN 0471303097.

## Spoljašnje veze
- 1,3-beta-galactosyl-N-acetylhexosamine+phosphorylase на 